# Централен регион на развитие
Чентру (Център) е административно-координационен регион на развитие в Румъния. Както и други региони, той не е администриращ орган, а основните му функции е да координира регионалните проекти за развитие и управление на средствата от Европейския съюз. Седалище на региона е Алба Юлия, най-голям град е Брашов.

## Локализация
Чентру се намира в Централна Румъния, ограничен от планинската кривина на Карпатите, на горния и средния ход на реките Муреш и Олт. Пресича се от 25-ия меридиан източна дължина и 46-ия паралел северна ширина. Площта му възлиза на 34,082 км2, което е 14,3% от румънската територия, Централният регион се нарежда на 5 място сред осемте региона на развитие. Поради своето географско положение граничи с всеки един от останалите с изключение на Букурещ – Илфов.
Централният регион е съставна част на Първи макрорегион и се състои от шест окръга:
- Алба,
- Брашов,
- Ковасна,
- Харгита,
- Муреш,
- Сибиу.

## География

### Релеф
Централният регион включва в себе си значителни части от трите разклонения на румънските Карпати (почти половината от площта на района), хълмистия терен на Трансилванското плато и депресията между тези хълмове и планини.

### Хидрографска мрежа
Хидрографската мрежа е богата, състои се от горното и средното течение на Муреш и Олт и техните притоци. Естествени езера са разнообразни като произход, най-съществените от тях са ледникови езера в планините Фъгъраш, вулканичното езеро Сфънта Ана, Червеното езеро, солените езера в бившите солни мини при Окна Сибиулуй и Трансилванските равнинни езера. Най-важните изкуствени язовири са на реките Олт и Себеш.

### Климат
Климатът в региона е умерено-континентален и варира в зависимост от надморската височина. В междупланинските депресии на източната част на региона настъпват чести температурни инверсии, като студения въздух може да обхване региона в продължение на дълго време. В Бод, окръг Брашов на 25 януари 1942 година са измерени най-ниските температури в Румъния -38.5 °С.

## Демография
Общият брой на населението на Чентру възлиза на 2 251 268 (преброяване от 2011). Гъстота на населението е 73.99/км2, което е малко по-ниско, отколкото средното за страната (91,3/км2).
Този регион е един от етнически най-разнообразните в Румъния, като броят на етническите румънци възлиза на 65,4% от населението, унгарците – 29,9%, ромите - 4% и германците – 0,4%. Повечето от унгарското население е съсредоточена в окръг Харгита и Ковасна, където те съставляват по-голямата част от населението.